# Troglodyte à ailes blanches
Henicorhina leucoptera
Espèce
Statut de conservation UICN

 LC  : Préoccupation mineure
Le Troglodyte à ailes blanches (Henicorhina leucoptera) est une espèce d'oiseaux de la famille des Troglodytidae.

## Répartition
Cet oiseau peuple les Andes du Sud de l'Équateur et du Nord du Pérou.

## Étymologie
Son nom spécifique, dérivé du grec ancien λευκός, leukós, « blanc », et πτερόν, pterón, « aile », ainsi que son nom vernaculaire (à ailes blanches) font référence à sa livrée.

## Publication originale
- (en) John W. Fitzpatrick, John W. Terborgh et David E. Willard, « A New Species of Wood-Wren from Peru », The Auk, Washington, AOS, vol. 94, no 2,‎ avril 1977, p. 195-201 (ISSN 0004-8038 et 1938-4254, OCLC 636759596 et 1518634, BNF 37574357, lire en ligne).